# Kurtus
A Kurtus a csontos halak (Osteichthyes) főosztályának a sugarasúszójú halak (Actinopterygii) osztályához, ezen belül a sügéralakúak (Perciformes) rendjéhez és a Kurtidae családjához tartozó egyetlen nem.

## Rendszerezés
A nembe az alábbi 2 faj tartozik:
- Kurtus gulliveria
- Kurtus indicus